# Digonogastra trailii
Digonogastra trailii är en stekelart som först beskrevs av Cameron 1905.  Digonogastra trailii ingår i släktet Digonogastra och familjen bracksteklar. Inga underarter finns listade i Catalogue of Life.